# Merrilliopanax alpinus
Merrilliopanax alpinus är en araliaväxtart som först beskrevs av Charles Baron Clarke, och fick sitt nu gällande namn av C.B.Shang. Merrilliopanax alpinus ingår i släktet Merrilliopanax och familjen Araliaceae. Inga underarter finns listade.